# Station Gdańsk Osowa
Station Gdańsk Osowa is een spoorwegstation in de Poolse plaats Gdańsk, in de wijk Osowa. Het station is gelegen aan lijn 201 en 235.